# ADHD
Attention deficit hyperactivity disorder (dansk: opmærksomhedsforstyrrelses- og hyperaktivitetslidelse, ADHD, AD/HD eller ADD) er en neuropsykiatrisk lidelse. Lidelsen er først og fremmest karakteriseret ved "sameksistensen af opmærksomhedsproblemer og hyperaktivitet, med adfærd som sjældent forekommer alene" og symptomer som starter før syvårsalderen. Lidelsen betegnes også som et bioneurologisk handicap, og højesteret har i en dom om forskelsbehandling på arbejdsmarkedet, stadfæstet at ADHD er omfattet af handicapbegrebet.
ADHD er ofte fejlagtigt forvekslet med DAMP. DAMP (deficits in attention, motor control and perception) opfattes i dag som nedsættende for folk som lider under ADHD. Folk med diagnosen ADHD er som udgangspunkt ikke hæmmet motorisk, som man ser det hos folk med DAMP-diagnosen, og man kan deraf udelukke en direkte forlignelig sammenhæng mellem de to.
ADHD er den mest almindeligt undersøgte og diagnosticerede psykiatriske lidelse hos børn, som påvirker omkring tre til fem procent af alle børn globalt samt påvirker to til 16% af alle børn i skolealderen. Det er en kronisk lidelse, hvor 30 til 50% af dem som blev diagnosticeret i barndommen fortsætter med at have symptomer i voksenalderen. Unge og voksne med ADHD har en tendens til at udvikle mestrings-mekanismer for at kompensere for nogle af deres vanskeligheder. Det anslås at 4,7 % af voksne amerikanere har ADHD. Standardiserede ratingskalaer såsom WHO's Adult ADHD Self-Report Scale kan bruges til at screene og vurdere omfanget af lidelsens symptomer.
ADHD bliver diagnosticeret to til fire gange hyppigere hos drenge end hos piger, selvom nogle undersøgelser tyder på, at disse misforhold skyldes subjektiv forudindtagethed hos de henvisende lærere. Behandling omfatter normalt en kombination af medicin, adfærdsmodifikationer, livsstilsændringer og vejledning. Symptomer på ADHD kan være vanskelige at skelne fra andre sygdomme, hvilket øger sandsynligheden for, at lidelsen bliver overset.[kilde mangler] Desuden har de færreste klinikere modtaget en formel uddannelse i vurdering og behandling af ADHD. Det gælder især, når der er tale om voksne patienter.
ADHD og dens diagnose og behandling er blevet anset som et kontroversielt emne siden 1970'erne. Disse kontroverser har involveret klinikere, lærere, politikere, forældre og medier. Emnerne omfatter årsagen til ADHD og brugen af stimulerende medicin i behandlingen. De fleste leverandører af sundhedsydelser accepterer, at ADHD er en reel sygdom med en debat i det videnskabelige samfund, primært med fokus på behandling og diagnose. American Medical Association konkluderede i 1998, at de diagnostiske kriterier for ADHD er baseret på omfattende forskning, og når anvendt korrekt, fører til en diagnose med en høj pålidelighed.

## Klassifikation
ADHD kan ses som en eller flere sammenhængende træk, som normalt findes i hele den almindelige befolkning. Det er en udviklingsmæssig lidelse hvor visse træk såsom impulskontrol kan forsinke udviklingen. Ved hjælp af MR-scanning i den præfrontale cortex, er dette udviklingsmæssige efterslæb vurderet til at vare fra tre til fem år. Imidlertid er definitionen af ADHD baseret på adfærd hvilket gør at det ikke er ensbetydende med en neurologisk sygdom. ADHD er klassificeret som en forstyrrende adfærdslidelse sammen med oppositionel lidelse, adfærdsforstyrrelse og antisocial lidelse.
ADHD har tre undertyper:
- Overvejende hyperaktive impulsive
  - De fleste symptomer (seks eller flere) er i hyperaktivitet-impulsivitets kategorierne.
  - Færre end seks symptomer på uopmærksomhed er til stede, selvom uopmærksomhed stadig kan være til stede til en vis grad.
- Overvejende uopmærksomhed
  - Størstedelen af symptomerne (seks eller derover) er i uopmærksomheds kategorien, og færre end seks symptomer på hyperaktivitet-impulsivitet er til stede, selv om hyperaktivitet-impulsivitet stadig kan være til stede til en vis grad.
  - Børn med denne subtype er mindre tilbøjelige til at handle eller har svært ved at være sammen med andre børn. De kan sidde stille, men de er ikke opmærksomme på, hvad de laver. Derfor kan barnet blive overset, og forældre og lærere kan ikke mærke symptomer på ADHD.
- Kombineret hyperaktiv-impulsiv og uopmærksomhed
  - Seks eller flere symptomer på uopmærksomhed og seks eller flere symptomer på hyperaktivitet-impulsivitet er til stede.
  - De fleste børn med ADHD har en kombineret type.

## Årsag
Alle specifikke årsager til ADHD er ikke kendte. ADHD er i høj grad arveligt (70-80%). En ADHD-hjerne har lavere niveauer af dopamin, et vigtigt signalstof, som blandt andet produceres ved fysisk aktivitet.[kilde mangler] Hjerne-scanninger kan benyttes til at synliggøre forskelle hos mennesker med/uden ADHD.
Dopamin produceres bl.a. ved fysisk aktivitet og man kan derfor sige, at fysisk urolige ADHD-børn ubevidst forsøger at producere og kompensere for de manglende signalstoffer, hvilket kan være svært for omgivelserne og barnet selv at forstå.

## Tegn og symptomer
Opmærksomhedsforstyrrelser, hyperaktivitet og impulsivitet finder ofte sted hos folk med ADHD. Symptomerne på ADHD er særligt vanskelige at definere, fordi det er svært at sætte grænsen på, hvor normale niveauer af opmærksomhedsforstyrrelser, hyperaktivitet og impulsivitet er klinisk signifikante niveauer, som kræver påbegyndelse af indgreb.[kilde mangler] For at blive diagnosticeret med ADHD, skal symptomerne overholdes i to forskellige perioder på 6 måneder eller mere og i en grad, der er større end for andre børn på samme alder.
Symptomerne for ADHD hos børn klassificeres indenfor 3 undertyper: overvejende uopmærksom type, overvejende hyperaktiv-impulsiv type, eller en kombineret type, hvis kriterierne for begge undertyper er opfyldt:[kilde mangler]
Symptomer hos overvejende uopmærksom-typen kan omfatte:
- Bliver let distraheret, går glip af detaljer og skifter ofte fra den ene aktivitet til den anden
- Har svært ved at fokusere på en opgave
- Keder sig med under opgave efter kun et par minutter, medmindre man gør noget sjovt
- Har svært ved at fokusere på at organisere og gennemføre en opgave eller lære noget nyt eller problemer, som supplerer eller handler om hjemmeopgaver, mister ofte ting (f.eks., blyanter, legetøj, opgaver), som er nødvendige for at udføre opgaver eller aktiviteter
- Lytter ikke når man blive talt til
- Dagdrømmer, bliver let forvirret og bevæger sig langsomt
- Har svært ved at bearbejde information ligeså hurtigt som andre
- Svært ved at følge instruktioner

Symptomer hos overvejende hyperaktiv-impulsiv type kan omfatte:
- Skælder ud og vrider sig i sædet på stolen
- Taler uafbrudt
- Går rundt, og leger og rører ved alt, hvad man ser
- Har svært ved at sidde stille under middagen eller i skole
- Er konstant i bevægelse
- Har svært ved at udføre rolige opgaver eller aktiviteter

samt disse som primært handler om impulsivitet:
- Er meget utålmodige
- Buser ud med upassende kommentarer, viser deres følelser uden tilbageholdenhed og handler uden hensyn til konsekvenserne
- Har svært ved at vente på ting, de ønsker eller at vente på deres tur i spil

En undersøgelse fra 2009 viser, at børn med ADHD flytter meget rundt, fordi det hjælper dem med at løse komplicerede opgaver.

## Diagnose
ADHD diagnosticeres via en psykiatrisk vurdering; men det kan ikke udelukkes at andre potentielle årsager eller komorbiditeter, fysiske undersøgelser, radiologiske billeddannelser og laboratorieundersøgelser også kan anvendes.
I Nordamerika er DSM-IV-kriterierne ofte grundlag for en diagnose, mens europæiske lande normalt bruger ICD-10. Hvis DSM-IV-kriterierne anvendes, i stedet for ICD-10, er det tre-fire gange mere sandsynligt at få diagnosen ADHD. Andre faktorer end dem, der er indenfor DSM eller ICD har dog vist sig at påvirke diagnosen i klinisk praksis. Et barn's sociale miljø og skolemiljø samt det akademiske pres på skolen vil sandsynligvis også have indflydelse.
Mange af symptomerne på ADHD forekommer fra tid til anden hos alle; hos patienter med ADHD, er frekvensen af disse symptomer bare større og patienteneres liv er væsentligt forringet. Symptomerne skal vise sig i flere omgange, før at det kan klassificeres som ADHD. Som med mange andre psykiatriske og medicinske lidelser, skal den formelle diagnose foretages af en kvalificeret professionel fagperson på området, og baseres på en række kriterier. I USA bliver disse kriterier fastlagt af American Psychiatric Association i Diagnostic and Statistical Manual of Mental Disorders (dansk: Diagnostiske og Statistiske Manual for Mentale Handicaps (DSM-IV), 4. udgave. Baseret på DSM-IV-kriterierne nedenfor, er der klassificeret tre typer af ADHD:
1. ADHD, Kombineret type: hvis begge kriterier både indenfor 1A og 1B er blevet opfyldt indenfor de seneste seks måneder
2. ADHD, overvejende uopmærksom Type: Hvis kriterie 1A er opfyldt, men kriterium 1B ikke er opfyldt indenfor de seneste seks måneder
3. ADHD, overvejende hyperaktiv-impulsiv Type: hvis kriterium 1B er opfyldt, men kriteriet 1A ikke er opfyldt indenfor de seneste seks måneder.[37]

Man har tidligere anvendt betegnelsen ADD, men dette er blevet forældet i den seneste revision af DSM. Som en konsekvens af den nuværende terminologi beskrives ADHD som en lidelse, der kan manifestere sig som værende en primær vanskelighed, som resultatet af hyperaktivitet/impulsivitet (ADHD, overvejende hyperaktiv-impulsiv Type) eller overvejende uopmærksom (ADHD overvejende uopmærksom) eller begge dele (ADHD, Kombineret type).

## Behandling
Metoder til behandling omfatter ofte en kombination af adfærdsmodifikationer, livsstilsændringer, rådgivning og medicin. En undersøgelse fra 2005 konkluderede, at medicinsk og adfærdsmæssig behandling er den mest effektive ADHD-behandling, efterfulgt af medicin alene, og derefter adfærdsmæssig behandling. Medicinen har vist sig at have en virkning på mindst 80 % af befolkningen.
Kostændringer kan bedre ADHD-symptomer og nogle gange helt fjerne dem. Anvendelse af kugledyne og tyngdedyne har også vist sig at have gavnlig effekt - særligt hos børn.

### Medicinsk behandling
Til medicinsk behandling af ADHD anvendes primært de centralstimulerende medikamenter methylphenidat, kendt under handelsnavnet Ritalin, og amfetamin. I nyere tid er også ikke-stimulerende midler som atomoxetin og guanfacin blevet godkendt til behandling af ADHD.

## Historie
Hyperaktivitet har længe været en del af den menneskelige tilstand. Sir Alexander Crichton beskriver "mental uro" i sin bog An Inquiry Into the Nature and Origin of Mental Derangement fra 1798. Terminologien, der anvendes for at beskrive symptomerne på ADHD har været udsat for mange ændringer igennem historien: "minimal hjerneskade", "minimal dysfunktion i hjernen" (eller lidelse), "indlærings/adfærdsvanskeligheder" og "hyperaktivitet". I DSM-II (1968) brugte man beskrivelsen "Hyperaktiv reaktion i barndommen". I DSM-III blev "ADD (Attention-Deficit Disorder) med eller uden hyperaktivitet" introduceret. I 1987 blev dette ændret til ADHD i DSM-III-R samt i det efterfølgende udgaver. Brugen af stimulanser til behandling af ADHD blev første gang beskrevet i 1937.

## Samfund og kultur
Medierne har rapporteret om mange spørgsmål i forbindelse med ADHD. I 2001 sendte PBS's Frontline et program, om virkningerne af diagnosering og behandling af ADHD hos mindreårige, med titlen "Medicating Kids." Programmet omfattede et udvalg af interviews med repræsentanter for forskellige synspunkter. I et interview om legitimiteten af sygdommen forklarede to pensionerede neurologer Fred Baughman og Peter Breggin, hvad PBS beskrev som "en udtalt kritik, der insisterer på, at ADHD er bedrageri skabt af den psykiatriske og farmaceutiske industri, hvilket skader familiernes forståelse for barnets velfærd og trivsel". Russell Barkley og Xavier Castellanos, lederne af ADHD-forskningsafdelingen på National Institute of Mental Health (NIMH) forsvarede efterfølgende sygdommens videnskabelige berigtigelse. I interviewet med Castellanos erklærede han, at man videnskabeligt set også kan lide af sygdommen i større eller mindre grad. Forfatteren til bogen Running on Ritalin, Lawrence Diller, blev interviewet vedrørende erhvervsgrundlaget for ADHD.
En række, kendte personer er i tidens løb, kommet med en række kontroversielle udtagelser omkring ADHD. Scientologen Tom Cruises interview med Matt Lauer blev i vidt omfang fulgt af offentligheden, i 2005. I dette interview, udtalte han sig om fødselsdepressioner og refererede til Ritalin og Adderall som værende "street drugs" (dansk: gadenarko) snarere end ADHD-medicin. I England, udtalte Baronesse Susan Greenfield, en ledende neurolog, sig offentligt i 2007 om behovet for en omfattende undersøgelse af den dramatiske stigning i antallet af ADHD-diagnoser i Storbritannien og mulige årsager efter, at have set et BBC Panorama-program som fremhævede et amerikansk forskningsprojekt (engelsk: The Multimodal Treatment Study of Children with ADHD by the University of Buffalo) som tyder på at lægemidler, ikke er bedre end andre behandlingsmetoder på lang sigt. Men, i 2010 kritiserede BBC Trust programmet for at få amerikansk forskning, til at fremvise en "påviselig forbedring i børns, adfærd efter tre år på ADHD-medicin" selvom "undersøgelsen i virkeligheden viste en, betydelig forbedring med medicin over tid."
I 2009, blev otte procent af alle Major League Baseball-spillerne diagnosticeret med ADHD, hvilket gør lidelsen til en epidemi blandt denne befolkningsgruppe. Stigningen, faldt efter ligaens forbud mod stimulanser, i 2006 (jf. Major League Baseball-narkotikapolitik).

### Juridiske status for medicin
Stimulansernes juridiske status blev fornylig revideret af flere organisationer:
- Internationalt, er methylphenidat klassificeret som et liste-II stof jf. Konventionen om psyketropiske stoffer.[61]
- I USA, er methylphenidat klassificeret som et Schedule II kontrolleret stof, en betegnelse som anvendes for stoffer, med en høj anerkendt medicinsk værdi, men som indebærer en høj risiko på grund af deres vanedannende potentiale.
- I Storbritannien, er methylphenidat klassificeret som et kontrolleret 'Klasse B' stof, og besiddelse af det uden recept, kan give op til 14 års fængsel og/eller en ubegrænset bøde.[62]
- I New Zealand, er det klassificeret som et 'klasse B2-kontrolleret stof'. Ulovlig besiddelse kan straffes med 6-måneders fængsel og distribution af det kan give op til 14-års fængsel.

## Yderligere læsning
- Faraone Stephen V (2005). "The scientific foundation for understanding attention-deficit/hyperactivity disorder as a valid psychiatric disorder". Eur Child Adolesc Psychiatry (engelsk). 14 (1): 1-10. doi:10.1007/s00787-005-0429-z. PMID 15756510.
- Faraone, Stephen, V.Straight Talk about Your Child's Mental Health: What to Do When Something Seems Wrong (2003) New York:Guilford Press (engelsk)
- Hartmann, Thom (2003). The Edison gene: ADHD and the gift of the hunter child (engelsk). Rochester, Vt: Park Street Press. ISBN 0-89281-128-5.
- Matlen, Terry. (2005) "Survival Tips for Women with AD/HD". ISBN 1-886941-59-9 (engelsk)
- Millichap, J. Gordon, MD, FRCP Arkiveret 13. januar 2012 hos  Wayback Machine Attention Deficit Hyperactivity Disorder Handbook: A Physician’s Guide to ADHD. Arkiveret 22. juli 2011 hos  Wayback Machine New York:  (Webside ikke længere tilgængelig) ISBN 978-1441913968 Arkiveret 17. april 2010 hos  Wayback Machine (engelsk)
- Southall, Angela (2007). The Other Side of ADHD:Attention Deficit Hyperactivity Disorder Exposed and Explained (engelsk). Radcliffe Publishing Ltd. ISBN 1846190681. Hentet 2009-05-02.